# Xingyi, Sichuan
Xingyi (kinesiska: 兴义镇, 兴义) är en köping i Kina. Den ligger i provinsen Sichuan, i den sydvästra delen av landet, omkring 31 kilometer sydväst om provinshuvudstaden Chengdu. Antalet invånare är 31 205. Befolkningen består av 15 647 kvinnor och 15 558 män. Barn under 15 år utgör 11,0 %, vuxna 15-64 år 75 %, och äldre över 65 år 13,0 %.
Genomsnittlig årsnederbörd är 1 367 millimeter. Den regnigaste månaden är juli, med i genomsnitt 383 mm nederbörd, och den torraste är januari, med 12 mm nederbörd.